# Sclerophrys maculata
Sclerophrys maculata és una espècie de gripau de la família dels bufònids. Va ser descrit com Bufo cinereus per Edward Hallowell el 1845, que el 1854 va canviar l'epítet en maculatus (‘tacat’). Amietophrynus kerinyagae i Bufo chudeaui son sinònims obsolets.
Les femelles mesuren entre 41 i 60 mm i els mascles 38 a 54 mm. Té una pell amb moltes berrugues. Tenen una protuberància que sobresurt marcada per sobre de cada ull.
Habita a Benín, Botswana, Burkina Faso, Camerun, Costa d'Ivori, Etiòpia, el Gabon, Ghana, Guinea equatorial, Guinea-Bissau, Libèria, Mali, Nigèria, Senegal, Sierra Leone i, possiblement a Togo. El seu hàbitat inclou boscos tropicals o subtropicals secs, sabanes i zones montanes seques, rius i regs, aiguamolls i estanys de 0 a 2050 metres d'altitud.
La Unió Internacional per la Conservació de la Natura l'ha classificat en la categoria de risc mínim d'extinció. Algunes poblacions nogensmenys es veuen afectades per la degradació ambiental, incloent el desenvolupament urbà i agrícola i la pèrdua de bosc.